# Humanity+
Humanity Plus (Humanity+, Хьюмэнэти Плас) — общественная неправительственная организация, выступающая в поддержку технологий, расширяющих человеческие возможности в широком смысле слова. Организация поддерживает исследования, связанные с усилением интеллекта человека, развитием его тела и улучшением качества жизни.
Основные цели деятельности организации:
- Поддерживать обсуждение и информирование общественности о новых технологиях;
- Защищать право отдельных лиц в свободных и демократических обществах применять технологии, расширяющие человеческий потенциал;
- Предвидеть и предлагать решения для потенциальных последствий возникающих технологий;
- Активно поощрять и поддерживать развитие новых технологий, которые, как считается, имеют достаточно вероятную положительную выгоду.

## История
До 2008 года организация называлась «Всемирная трансгуманистическая ассоциация» (World Transhumanist Association, WTA). Она была основана в 1997 году с целью превращения трансгуманизма в особую академическую дисциплину, а также для того, чтобы облегчить связи между различными группами трансгуманистов, их руководителями и индивидуальными трансгуманистами, независимо от того являются ли они академиками и нет.
В отличие от техно-утопизма Института Экстрапии официальные лица ВТА считали, что социальные силы могут подорвать их футуристические видения и должны быть предупреждены. Особую озабоченность у членов «Всемирной трансгуманистической ассоциации» вызывает неравный доступ к технологиям повышения качеств человека у разных классов общества и у жителей разных стран.

## Деятельность
Сферы деятельности:
- Кампания за права человека
- Кампания за увеличение срока и качества жизни
- Кампания за объединение дружественных культур

Humanity Plus издаёт электронный журнал «Трансгуманизм», публикующий результаты исследований учёных, имеющие отношение к проблемам трансгуманизма.

## Структура
На конец 2007 года организация имела порядка 5000 членов.

### Руководство
Председатель:
- Ник Бостром

Исполнительные директора:
- Джеймс Хьюз;
- Джулио Приско;
- Алекс Лайтман.

## Членство
Членство в организации платное.

### Известные члены
- Бен Герцель
- Ник Бостром
- Джулио Приско
- Обри ди Грей
- Майкл Вассар